# Альбанезе, Энрико
Энрико Альбанезе (итал. Enrico Albanese; 11 марта 1834 года, Палермо, Королевство Обеих Сицилий — 5 мая 1889 года, Королевство Италия) — итальянский хирург. 

## Биография
Альбанезе родился 11 марта 1834 года в городе Палермо. Энрико Альбанезе изучал медицину во Флоренции под руководством Реньоли.
В 1855 году получил степень доктора медицины, с 1858 года состоял ассистентом по анатомии в университете Палермо, где потом был назначен профессором хирургии и возглавлял университетскую клинику.
Он был хирургом Джузеппе Гарибальди и участвовал в походах 1860, 1862, 1866, 1867 годов. Напечатал «Заметки по практической хирургии» (итал. Notizie di chirurgia pratica, Палермо, 1869), «Хирургическая клиника при Королевском университете в Палермо» (итал. Clinica Chirurg, della R. universitа di Palermo, Палермо, 1871).
В течение многих лет издавал профессиональную газету (итал. Gazz. clinica dello spedale civico di Palermo), где напечатал много своих работ.
Энрико Альбанезе скончался 5 мая 1889 года в городе Неаполе. Он покоится в гробнице на кладбище Святой Марии и Иисуса в городе Палермо.  В его родном городе, одна из улиц названа в его честь и ему был установлен бюст. Кроме того, одна из сицилийских больниц носит его Альбанезе.